# Țipătul bufniței (film din 1987)
Țipătul bufniței (cu titlul original în franceză: Le cri du hibou) este un film francez produs în 1987 de Claude Chabrol. Scenariul filmului se bazează pe romanul cu același nume scris în 1982 de Patricia Highsmith. Filmul apare în premieră în Franța la data de 28 octombrie 1987. În prealabil el a fost prezentat în septembrie 1987 la Festivalul Internațional al filmului din Toronto.

## Prezentare
După despărțirea ilustratorului parizian Robert, de soția sa Véronique. Acesta din urmă duce o viață retrasă în orașul Vichy. El desenează diferite specii de păsări din pădure, Robert va cunoaște pe tânăra Juliette, care se îndrăgostește de el. Dragoste pe care Robert n-o împărtășește, dar stârnește gelozia lui Patrick, logodnicul fetei. Acest conflict este complicat de uneltirile lui Véronique, fosta soție a lui Robert. Patrick îl provoacă la bătaie pe Robert, după care dispare. Poliția și chiar Juliette îl bănuiesc pe Robert că l-ar fi ucis pe Patrick, care este ascuns într-un hotel în Paris.  În cele din urmă filmul se termină în suspans ca în general majoritatea filmelor franceze.

## Distribuție
- Christophe Malavoy - Robert
- Mathilda May - Juliette
- Jacques Penot - Patrick
- Jean-Pierre Kalfon - Police commissioner
- Virginie Thévenet - Véronique
- Patrice Kerbrat - Marcello
- Jean-Claude Lecas - Jacques
- Agnès Denèfle - Suzie
- Victor Garrivier - Doctor
- Jacques Brunet - Father
- Charles Millot - Director
- Yvette Petit - Neighbor
- Dominique Zardi - Neighbor
- Henri Attal - Cop
- Albert Dray - Cop
- Nadine Hoffmann - Josette
- Gérard Croce - Cop
- Isabelle Charraix - Mme Tessier
- Laurent Picaudon - Boy
- Christian Bouvier - Maître d'hôtel
- Gilles Dreu - M. Tessier